# Woke

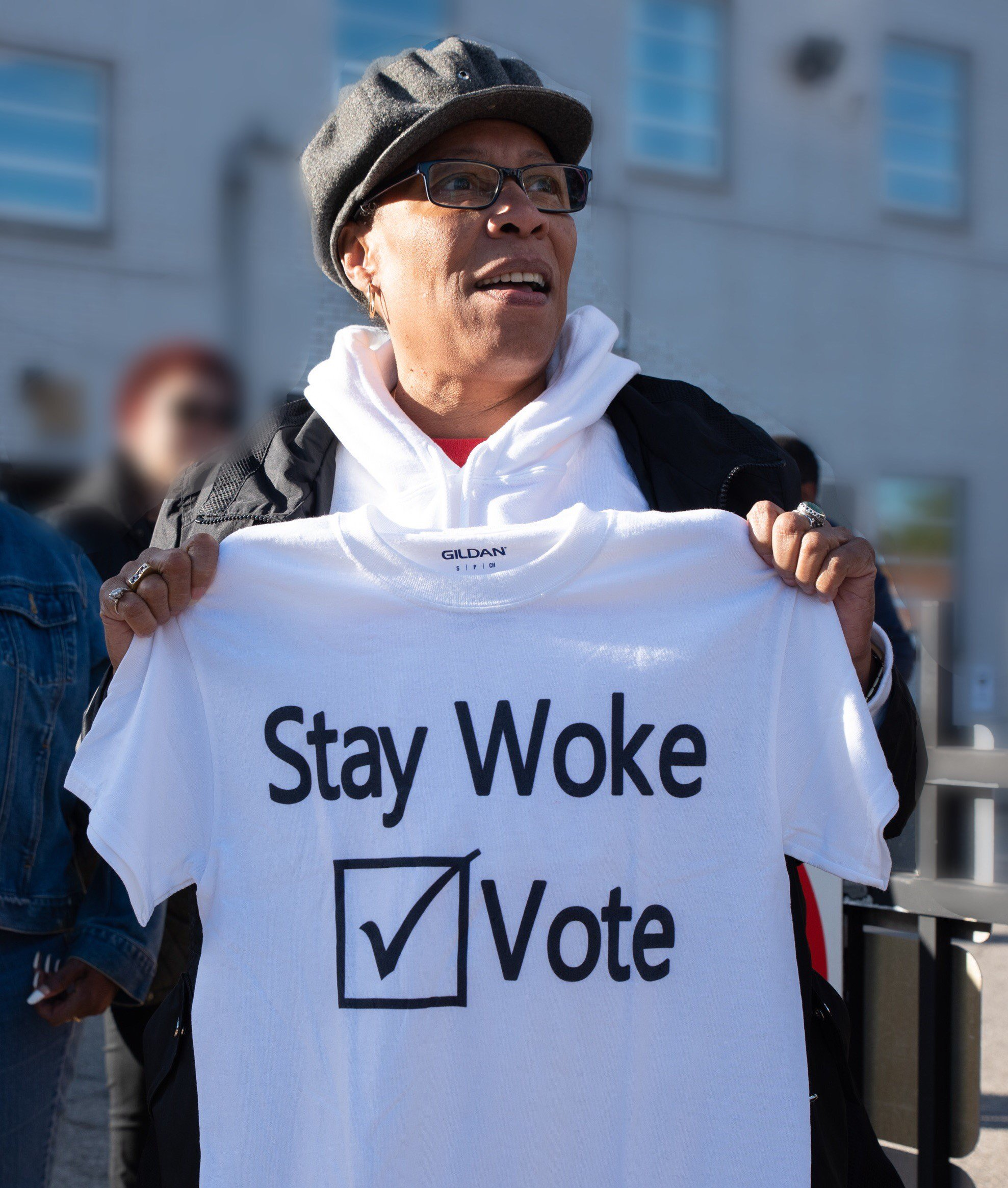
「Stay Woke: Vote」と書かれたTシャツを示すアメリカ合衆国下院議員マーシア・ファッジ（2018年）

Woke（ウォーク、[ˈwoʊk] WOHK）は、人種的偏見や差別に対する警戒を意味するアフリカ系アメリカ人の俗語英語（AAVE）から派生した用語である。
2010年代初頭から、人種差別、性差別、LGBT差別など、社会的不平等に対する気付き（目覚め）を表す俗語として使われるようになった。Wokeはまた、白人の特権性や米国における奴隷制度など、アイデンティティ政治や社会正義に関わる左派のいくつかの考えの略語としても使用されている。
少なくとも2019年以降、右派はこの言葉を嘲笑的または皮肉を込めた意味で使用しており、Wokeは不誠実なパフォーマンス活動であるとみなされている。この意味では「お目覚め」と訳されることもある。ジャーナリストのスティーブン・プールは、Wokeは「過剰な正義感のあるリベラリズム」を嘲笑するために使用されているとコメントしている。この軽蔑的な意味では「不寛容な道徳的イデオロギーに従うこと」を意味する。

## 概要
「stay woke」（ウォークでいよう）というフレーズは、1930年代までに黒人英語で登場した。一部の文脈では、アフリカ系アメリカ人に影響を与える社会的および政治的問題の概念に言及している。このフレーズは、レッドベリーによって、後にエリカ・バドゥによって発声された。2014年にミズーリ州ファーガソンでマイケル・ブラウン射殺事件が発生した後、このフレーズは、アフリカ系アメリカ人に対する警察による銃撃についての意識を高めようとしているブラック・ライブス・マターの活動家によって広められ、SNSで使われ出して流行した。
2010年代半ば以降からは、「社会に対して高い意識を持つ」という意味から、表面的なポリティカル・コレクトネス的な影響を与える人々、価値観を押しつける意識高い系というネガティブな意味で使われるようになった。この意味では、特に気候変動対策を訴えながらプライベートジェットに乗るダブルスタンダードなセレブ、気候変動対策やブラック・ライヴズ・マター等の人種差別問題に寄付する一方で租税回避や過酷な労働環境を維持し、外国人労働者を流入させ賃金の上昇を抑えているAmazonなどの企業があげられ、このような体制は「woke資本主義」とも呼ばれる。
2020年までに、いくつかの西側諸国の政治の中道派と右翼の一部は、「排他的」「大げさ」「パフォーマンス的」「不誠実」と見なされる様々な進歩的な左派の運動やイデオロギーに対する侮辱として、しばしば皮肉な方法で、「woke」という用語を使用した。また、一部の評論家は「アイデンティティと人種を含む政治思想を推進する人々を否定的に描写する不快な用語である」と考えるようになった。2021年までに、wokeは蔑称としてほぼ独占的に使用されるようになり、この言葉は軽蔑的な文脈で最も顕著に使用されている。

## 各国での用法

### アメリカ合衆国

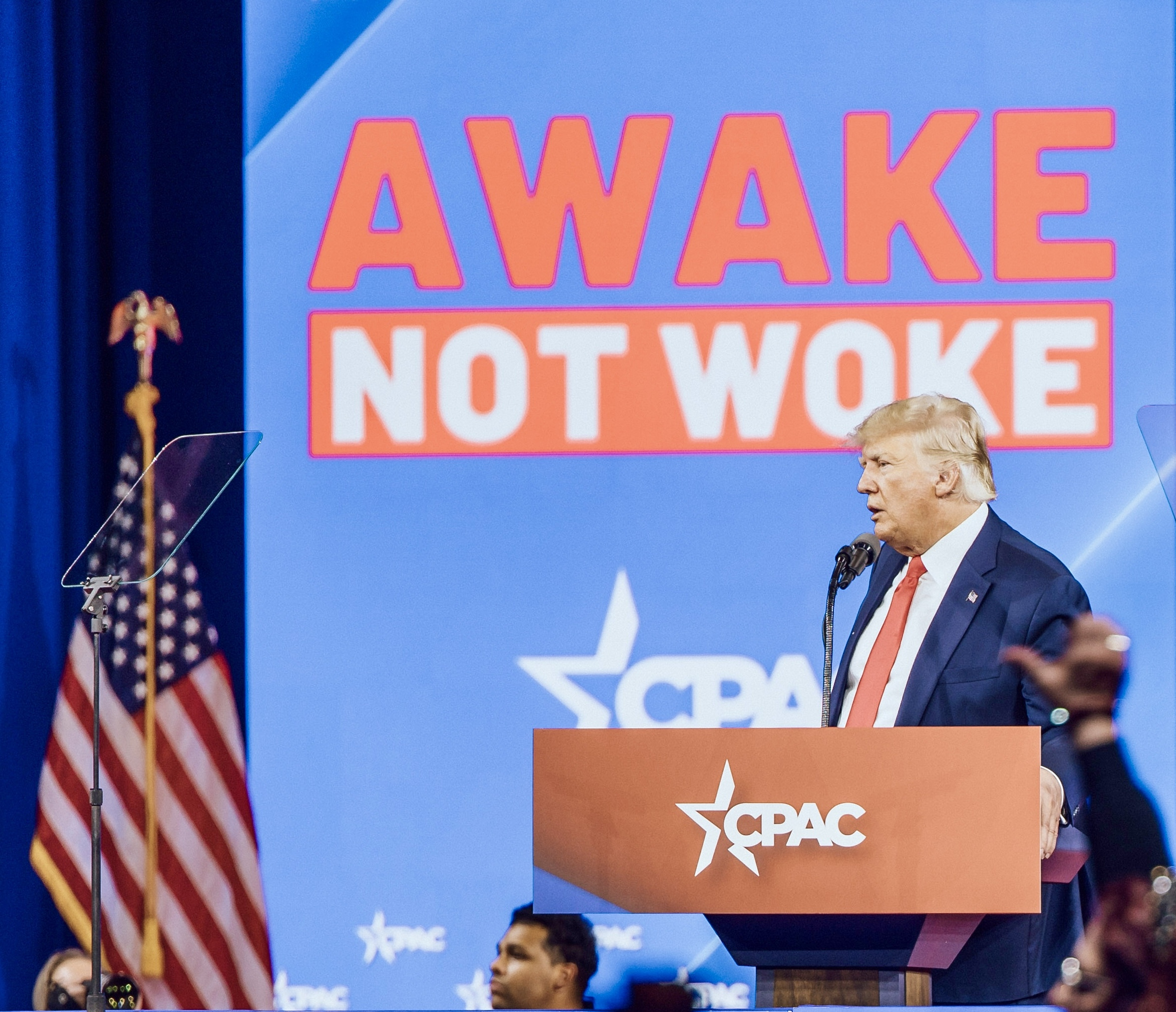
反Wokeのスローガン「Awake Not Woke」を掲げる保守政治活動協議会で登壇する共和党のドナルド・トランプ（2022年）

アメリカの保守派や一部の中道派の間では、Wokeは主に侮蔑語として使われるようになっている。共和党支持者は民主党支持者を批判するためにこの言葉を多用しており、中道の民主党支持者は党内の左派に対してこの言葉を使う。この意味では、Wokeと呼ばれる左派はキャンセル・カルチャーを利用して、十分に「目覚めていない」と見なされた個人の生計を剥奪しているとみなされる。ペリー・ベーコン・ジュニアは、この「反Woke」の姿勢は、共和党による長年のバックラッシュ政治の推進と関連しており、アフリカ系アメリカ人の活動や文化的規範の変化に対する白人や保守派の恐怖を煽り、ブラック・ライブズ・マターなどの運動が社会問題を誇張しているとの主張に繋がっていると説明している。
共和党による法案の1つに、フロリダ州の学校で人種差別の議論を制限する法律「ストップ WOKE法」がある。LGBTや黒人作家の著書を学校から排除するプログラムは、フロリダ州政府と「Woke Busters」と名乗る自警的組織によって実施された。
言語学者で社会評論家のジョン・マクウォーターは、 Wokeの歴史はポリティカル・コレクトネス（政治的正しさ）の歴史に似ていると主張している。ポリティカル・コレクトネスは、かつて左派が自己記述的に使用していたが、後に右派が侮蔑語として流用した同じ経緯を辿っている。ロマーノは、Wokeをキャンセル・カルチャーと比較し、アメリカの右派の間で「間違った『政治的正しさ』」を指す用語としている。キャンセル・カルチャーや批判的人種理論などの他の考え方とともにWokeを攻撃することは、共和党の選挙戦略の大きな部分を占めるようになった。ドナルド・トランプ前大統領は2021年に、バイデン政権は「wokeによって」国を「破壊している」と述べ、共和党のミズーリ州上院議員ジョシュ・ホーリーは、「wokeの暴徒（英語: woke mob）」が自分の本を封じようとしているとして、発売予定の著書を宣伝した。USAトゥデイによると、「Woke」という用語は「共和党活動家によって利用されている」とのこと。
「Wokeの心理ウイルス（英語: Woke mind virus）」は、特に米国の右派で人気の新語であり、主に言論の自由を脅かす左翼活動家の言動を表すのに利用される。この用語は、2021年にイーロン・マスクがTwitterで使用したことで広く知られるようになった。フロリダ州知事のロン・デサンティスは、この用語を頻繁に使用している。
「RedPillBlack」や「#WokeAway」といったWokeとの決別を主張する運動も広がっている。前者のリーダーは黒人女性のキャンディス・オーウェンズ、後者のリーダーはゲイ男性のブランドン・ストラカであるなど、woke主張者が救済対象とする社会的少数者からの意思表示も目立つ。

### イギリス
英国では、反Wokeの言説は保守党の政治家と保守派メディアによって推進されている。デイリー・テレグラフやデイリー・メールなどの保守系メディアは、彼らが「目覚めて（Woke）」いるとみなすものに対して批判的な記事を頻繁に掲載している。メール・オン・サンデーは、公人による「美徳シグナリング」とみなされる行為を批判する「Wokeリスト」を毎年発行している。右派テレビ局GBニュースは、設立時に明確に「反Woke」であると宣言された。かつて会長を務めたアンドリュー・ニールは、このチャンネルで「Woke戦士（英語: woke warrior）」への対抗声となることを目指した「Wokewatch」と題した定期的なコーナーを発表している。
「woke」という用語は、保守派の人物によって軽蔑的な意味で使われることが多い。2024年の総選挙を控えた政権与党は、wokeの概念に基づいて文化戦争を起こそうとしているとして批判を集めた。元保守党首相のテリーザ・メイは、自書の宣伝活動中に、自身を「差別が起こっていることを認識している人」という意味でwokeであると宣言した。2024年に保守党の新党首に就任したケミ・ベーデノックは職場におけるトランスジェンダーの性自認に基づく行動、男女別スペースの廃止、未成年へのジェンダー肯定医療に強固に反対しており、「反Woke」の政治家と評されている。
YouGovの調査によると、この言葉を使った英国人の73%は否定的な意味で使い、11%は肯定的な意味で使い、14%は否定的な意味でも肯定的な意味でも使わなかった。コラムニストのゾーイ・ウィリアムズはガーディアン紙で、自転車をめぐる公共の議論は「あらゆる形のWokeの分裂の完璧な縮図」になっており、自転車反対派は自転車乗りを「狂信的な少数派」と描写していると書いている。

### フランス
le wokisme（「wokeism」と訳されることもある ）という用語は、特に2022年のフランス大統領選挙以降、フランスの政治でも利用されている。le wokismeに反対する人々の多くは、これをアメリカからの輸入品であり、フランスの価値観とは相容れないものだと見ている。当時の教育大臣ジャン＝ミシェル・ブランケールは、英語圏からの輸入品と見なされているものに反対して「反wokeシンクタンク」を設立した。フランスの社会学者で政治学者のアラン・ポリカールによると、「woke」という用語は、アフリカ系アメリカ人のコミュニティで社会的不正義への意識を表現するために生まれたが、保守派または極右のフランスの政治家によって、反人種差別、フェミニスト、LGBT、環境運動に従事する個人を指す軽蔑的な意味で使われてきた。この軽蔑的な用法から「wokisme」という名詞が生まれ、いわゆる「wokeイデオロギー」を広める均質な政治運動を示唆するようになった。
フランスの哲学者ピエール＝アンリ・タヴォイヨは、「wokisme」を「アイデンティティ、性別、人種」を中心に展開する理論の集合体と特徴づけ、その中核原則は「支配の隠された形態を明らかにし、非難すること」であり、社会のあらゆる側面は「抑圧者と抑圧される者の力学」に還元できると仮定し、この概念に気づかない者は「共犯者」とみなされる。一方、「目覚めた者（woke）」は「そのような抑圧を支えていると見なされるもののキャンセル」を主張し、包摂的な用語の採用、教育改革、ジェンダー規範の解体などの実践に帰着すると説明している。

## 批判
Wokeが社会に与える影響は、さまざまな観点から批判されている。2018年、英国の政治評論家アンドリュー・サリバンはWokeを「左翼の社会正義カルトであり、その信者は新生福音派と同等の熱意を示し、罪人を社会から追放したり、公の場で恥をかかせる行為を強要したりすることで異端を罰する」宗教であると表現した。
言語学者のベン・ジマーは、この言葉が主流となったことで、「アフリカ系アメリカ人の政治意識における本来の根拠が曖昧になってしまった」と書いている。エコノミスト誌は、この言葉がソーシャルメディアで活動する白人を指すために使われるようになると、黒人活動家は「パフォーマンス的に『目覚めた』人々は、構造の変革よりもインターネットでの得点稼ぎに関心があるとして批判した」と述べている。ジャーナリストのアマンダ・ヘスは、ソーシャルメディアがこの言葉の文化盗用を加速させたと述べ、「この難問は根底にある。白人が問題意識に対して得点をあげようとすれば、彼らは連帯と盗用のジレンマに真っ向からぶつかることになる」と書いている。ヘスは、目覚めたことを「『政治的に正しい』の逆...それは、自分が正しいと思われたい、そして自分がどれだけ正しいかをみんなに知ってもらいたいという意味だ」と説明している。
作家で活動家のクロエ・ヴァルダリーは、Wokeという概念は「諸刃の剣」であり、「人々に制度的な不正を警告する」一方で、「事態を悪化させるだけの、進歩的な政治に対する攻撃的でパフォーマンス的な見方」でもあると述べている。社会正義学者のテハマ・ロペス・ブニャシとキャンディス・ワッツ・スミスは、2019年の著書『Stay Woke: A People's Guide to Making All Black Lives Matter』の中で、「Woker-than-Thou-itis」と定義する概念について説明した。つまり、人々が社会正義の問題について教育を受けようと努めることは称賛に値し、道徳的であるが、『目覚めた（woke）』個人として他人に認められようと努力することは、利己的で誤った考えである、と述べている。エッセイストのマヤ・ビニヤムは、「人種差別が発生したときにそれを名指しする」プレーヤーや「遅れをとっている人々」を軽蔑するプレーヤーの間の競争に見える現象について皮肉を述べた。
2021年、英国の映画監督でDJのドン・レッツは、「冗談も言えないほどwokeな世界では」、若いアーティストが文化盗用と非難されることなくプロテスト音楽を作ることは難しいと示唆した。
北朝鮮から脱北し、韓国の大学からコロンビア大学に編入した人権活動家のパク・ヨンミは、コロンビア大学に広がるウォーク文化には北朝鮮との類似が見られると述べている。彼女は学内が「反西洋的な感情と集合的罪悪感、息苦しいほどのポリティカル・コレクトネス」で溢れていたと述べ、例として、ジェイン・オースティンの著書が好きだと述べた際に、担当者に「植民地主義的なマインドセットの作家のひとりだってわかってる？　彼らは差別主義者でレイシスト」と言われたと述べている。彼女は、学内では「思想の検閲」が蔓延しており、「人々は自発的にお互いを検閲し、沈黙させ合っている」「皆が同時にひとつのイデオロギーに夢中」になっていると述べている。
2019年には民主党バラク・オバマ元大統領も懸念を表明した。彼は、「ウォーク」は若者の間に広がっている欲望だと表現し、「自分は決して妥協しないという態度、自分は常に政治的にウォークだという思い込みは、早々に忘れるべき」と述べている。キャンセル・カルチャーは「ウォーク」だと自分を示したいために起こっているとし、「こんなやり方で世の中を変えることなどできない。そうやって気に入らないものに石を投げつけているだけなら成功には程遠い」と批判している。他者を徹底的に批判する現代の風潮も非難している。アメリカの大学はウォーク・カルチャーの中心になっている。アメリカでは言論の自由が抑圧されており、社会問題など主流とされているものと異なる意見の表明自体が困難になっており、学問分野でさえもアカデミア本来の「真実の追求」という存在理念に相反している状態となっており、社会正義で事前に「正しい意見」が勝手に決定され、意見の多様性を奪われている。モーリー・ロバートソンは、アンダーグラウンド・コミックス運動の中心人物であったロバート・クラムまでもが「表現が不快」という理由だけで「キャンセル対象」とされ、撤去されたり、彼を貶める発言が笑いの種にされたことに驚愕している。

## Woke資本主義とWokeウォッシング
2010年代半ばまでに、Wokeに関連する言葉が主流メディアに入り込み、マーケティングに使われるようになった。2018年、アフリカ系アメリカ人ジャーナリストのサム・サンダースは、白人リベラルによる過剰な使用と、進歩的であるように見せようとする企業による「Wokeウォッシング（英語: Woke-washing）」によって、Wokeの本来の意味が失われつつあり、最終的には反発が生まれると主張した。
「Woke資本主義（英語: woke capitalism）」という用語は、作家のロス・ドゥーザットが、真の改善をもたらす代わりに政治的に進歩的なメッセージを使うブランドを指して作った造語である。エコノミストによると、「Woke資本主義」の例には、ほかの世代よりもリベラルな見解を持つことが多いミレニアル世代にアピールするように設計された広告キャンペーンが含まれている。このキャンペーンは、不誠実で偽善的であると認識されることが多く、「Go woke, go broke」という言葉に要約される反発を引き起こした。　
このような意味では、ジェフ・ベゾスなどのウォークなグローバル企業、富裕層、エリート層などの上流階級が気候変動対策のために国家の政府が気候変動対策のために投じた資金とほぼ同程度の巨額の寄付を行う一方で、租税法の抜け穴を巧みに利用して租税回避する。また、BLM、LGBTQ活動者を支援する一方、労働者を過酷な環境で酷使し、貧困国の移民労働者受け入れにより賃上げを阻止するなど公共の利益を重視しているかに見える活動は、彼らの経済的な利益を守りさらには殖やすための策略であり、彼らが投資・支援を条件に要求を押し通すことにより公共の利益を実現するのは民主的に選ばれ、国民に対して説明責任を持つ政府ではなくなり、結果、富裕者層による金権政治と化しており、労働者階級が人数の多さを背景に発言権を持っていた大衆参加政党、議会、労働組合、草の根の宗教団体や市民団体といった主要な機関は壊滅するか弱体化して発言力を失い、平等や自由、市民の議論を重視する民主主義の伝統はグローバル企業、富裕層、エリート層の声に圧倒されるようになるため民主主義が機能しなくなると批判される。
文化科学者のアカネ・カナイとロザリンド・ギルは、「Woke資本主義」を、歴史的に疎外されてきたグループ（主に人種、性別、宗教の面で）を、進歩的な価値観を示すエンパワーメントのメッセージを持つ広告のマスコットとして含める「劇的に強化される」傾向と表現している。カナイとギルは、一方では、これが社会正義の個人化された非政治的な考えを生み出し、それを個人の自尊心の増大へと還元すると主張している。他方では、広告における遍在的な可視性は、マイノリティの平等に対するバックラッシュを増幅させる可能性もある。マイノリティは、それをイメージのために利用する企業のマスコットになるだけでなく、社会的に不公正な秩序を持つ、逆転の余地のない新自由主義経済システム自体のマスコットにもなるとしており、経済的弱者にとって、マイノリティの平等は不公正な経済システムの維持に不可欠なものとみなされ、諸悪の根元はマイノリティにあると認知されるようになる、と説明している。

## Go woke, go Broke
「Go woke, go broke」あるいは「Get woke, go broke」は、アメリカで右派の団体が、女性、 LGBTのエンパワーメント、批判的人種理論などの進歩的な政策を公に支持する（going woke）企業を批判、ボイコットするために使用する政治的キャッチフレーズで、多様性、公平性、包摂性の価値観を経営に取り入れることで、株価と業績が必然的に低下する（going broke）と主張するものである。この影響については意見が分かれている。
2023年に保守派がボイコットの対象としたバドライト、ターゲット・コーポレーション、ウォルト・ディズニー・カンパニーなどの企業では、売上高の減少と株価の下落が見られ、ディズニーは動画プラットフォームのDisney+の加入者が減少した。専門家は、これらの損失はボイコットだけに起因するものではなく、ボイコットに対する企業の対応など、他の原因から生じている可能性があると述べている。2023年の映画『バービー』のように「Woke」と言われる映画の中には経済的成功を収めたものもあるが、『マーベルズ』のように記録的な低興行収入となったものもある。
保守系のウェブメディアザ・フェデラリストは、wokeを主張する人々は、エンターテインメント作品に「wokeでない」と言い掛かりをつけることはあっても、彼らの言うことを聞いて「修正された」作品の消費者になることは無いと主張している。また、それらのタイトルは本来のファン達に離れられ、収益が下がっていると主張している。実際、スーパーマンの息子をバイセクシャルに設定した Superman: Son of Kal-El 誌は一部から敵意が寄せられており、出版社や作者には殺害予告さえ向けられた。作者トム・キングは、同誌がGoing woke and broke（→woke路線のせいで潰れた）という報道に対し、同誌第16号がAmazonのセールスランキングで首位を占めた事実を挙げて反論している。
企業がwokeに注力する理由の一つに企業に対する投融資に際して環境・社会・企業統治の視点から企業を評価・選別する「ESG原則」があるとされ、反ESGの動きも存在する。

### 事例

#### ウォルト・ディズニー・カンパニー
フロリダ州の「教育における親の権利法」は、通称「ゲイと言わない法」として知られ、幼稚園から小学校3年生までの性的指向や性自認に関する「教室での話し合い」や「教室での指導」を制限している。ウォルト・ディズニー・カンパニーは当初、この件について公に意見を表明しなかった。しかし、世論の高まりや従業員の懸念に応えて、ディズニーは最終的に法案への反対を表明した。この見解を示したことで、共和党のロン・デサンティス知事との論争に繋がり、法案の可決とK-12全学年への適用の拡大を招き、ディズニーが「Woke」であることへの批判が広まり、グルーミングへの非難も高まった。フロリダ州議会は、ディズニーが管理し、ウォルト・ディズニー・ワールド・リゾートが立地する特別課税区であるリーディクリーク改善地区を廃止し、セントラル・フロリダ観光監督地区に改名した。ディズニーはデサンティスに対して訴訟を起こし、フロリダ州での拡張計画を中止することで対抗した。
ディズニーのストリーミングサービスDisney+は、2022年第4四半期に200万人以上の加入者を失い、2023年第1四半期には400万人以上 、次の四半期には世界中で1100万人以上の加入者を失ったと報じられた。右派のコメンテーターは、この減少はディズニーの「Wokeの活動主義」によるものだとしている。しかし、ニューヨーク・タイムズは、Disney+がインディアン・プレミアリーグの放映権を失ったことで、インドで減少が生じたと指摘し、世界の他の地域では加入者数が80万人増加したと指摘した。
2023年には、『アントマン&ワスプ:クアントマニア』、『インディ・ジョーンズと運命のダイヤル』、『マーベルズ』など、ディズニーが公開した多くの映画が興行成績が振るわなかったが、この不振はディズニーが「Woke」であるためであると評価された。しかし、ディズニー関連の映画はいずれDisney+で公開されるだろうという期待から、映画館での視聴を見送ったためだとする意見もある。

#### ABインベブとバドライト
バドライトを所有するビール会社ABインベブは、 2023年4月1日にトランスジェンダーのインフルエンサーであるディラン・マルバニーと提携し、彼女の性別移行を記録した「365日の少女時代」シリーズの記念日を祝って、彼女の顔をあしらった特注のバドライト缶を送った。これに対して、アメリカの右派の著名人数名が同社へのボイコットを呼びかけた。翌月から、バドライトの売上は落ちこみ、2023年5月、ABインベブのミシェル・ドゥケリスCEOは、バドライトの売上の落ち込みは「その期間の当社の世界全体の販売量の約1％に相当する」と述べた。同社は、プロモーションを承認したマーケティング担当者を休職させた。
BBCのベルント・デブスマン・ジュニアは、専門家はボイコットの成功は同社の対応次第だと考えており、ボイコットへの対応に失敗したと見做していると報じた。広報学者のトニー・ダンジェロは、同社の姿勢は「曖昧」だと考え、「曖昧な態度を取れば、人々は当然、同社が本当は何を支持しているのか疑問に思うだろう」と述べた。消費者によるボイコットは長続きしない傾向があるが、このボイコットの影響は数ヶ月続き、バドライトはアメリカで最も売れているビールのトップの座を失い、同社の米国での利益は四半期で28%以上減少した。ガーディアン紙のオーウェン・マイヤーズは、このボイコットは米国史上最大のものの一つであると評価した。

#### ターゲット
アメリカの小売業者ターゲットは、2023年5月に毎年恒例となるLGBTプライド関連商品をリリースしたが、ゲイズ・アゲインスト・グルーマーズやその他のソーシャルメディア上のアカウントによる投稿で、同社が未成年者に「隠しやすい」水着を販売しているとの虚偽の主張が広まり、アメリカの保守派からボイコットが起きた。ロイター通信によると、「男性器を隠す」ように設計されたこれらの水着は、女性用セクションでのみ販売されていた。同社の株価は製品の発売後に10％以上下落し、共和党政治家の多くが同社を詮索の対象とした。